# 川口広太
川口 広太（かわぐち こうた、1980年11月14日 - ）は、富山県富山市出身の俳優。大学に通いながら俳優として活躍するが、就職を機に引退。

## エピソード
エヌ・ティ・ティ・ドコモ北海道の出演したCMが、北海道限定にもかかわらず、本州エリアからの出演者に関する問い合わせが多数あり、放送期間を1ヵ月延長した。また、オリジナルCMが多いことでも有名なエヌ・ティ・ティ・ドコモ東北でも期間限定で放送された。北海道文化放送の情報番組のりゆきのトークDE北海道の話題のCM特集コーナーに取り上げられた。

## 出演作品

### 映画
- 『青い春』（2002年、ゼアリズエンタープライズ）
- 『ゴジラ×モスラ×メカゴジラ　東京SOS』（2003年、東宝） - 整備士 役[1]

### CM
- エヌ・ティ・ティ・ドコモ北海道
  - 『FOMA』シリーズ
    - 「BarでFOMA」篇（2002年、北海道/東北限定CM)